# Весна на улице Карла Юхана
«Весна́ на у́лице Ка́рла Ю́хана» — российский музыкальный коллектив, образованный в Москве в 1993 году. Он был назван в честь одной из картин Эдварда Мунка.

## История
В первоначальный состав коллектива вошли Владимир Бузин, супруги Ирина и Кирилл Трепаковы, Николай Анохин. Полтора года они исполняли нойз-рок и осенью 1994 года записали демоальбом, который не был издан. К 1997 году Трепаков и Анохин покинули группу, а её гитарное звучание сменилось электронным. Дебютный студийный альбом в жанре эмбиент Soft был выпущен на лейбле Экзотика в 1997 году. В то же время вышла вторая, K.U.Street Spring пластинка, выпущенная Only records.
Работа над следующим диском «Любовь и бедность» (2000) проходила в течение года. Вышла на «Снегири-музыка» — «Лёгкие» Третьим в 2002 вышел альбом «Монпансье» там же, в котором музыканты «хотели сделать нечто более простое, понятное». В 2005 вышла пластинка «Прости-прощай» изданная ФГЗ Никитин. В 2010 вышел альбом «P.S.» уже без лейбла.

## Состав
- Владимир Бузин — гитара, синтезаторы, семплер, бас, флейта
- Ирина Трепакова — вокал

### Сессионные музыканты
- Андрей Кучеренко — гитара
- Дмитрий Лосев — клавишные
- Сергей Ледовский — ударные

### Бывшие участники
- Кирилл Трепаков — гитара, вокал, клавиши, сведение, семплер
- Николай Анохин

## Дискография

### Альбомы
- 1997 — Soft
- 1997 — Весна на улице Карла Юхана (K.U.Street Spring)
- 2000 — Любовь и бедность
- 2002 — Монпансье
- 2005 — Прости-прощай
- 2010 — P.S.

### Синглы и мини-альбомы
- 2008 — Волга
- 2019 — Белым
- 2019 — Рим
- 2020 — Черёмуха